# St. Peter und Paul (Genderkingen)
St. Peter und Paul ist eine katholische Pfarrkirche in Genderkingen im Landkreis Donau-Ries und in der Diözese Augsburg mit einer Rokoko-Ausstattung.

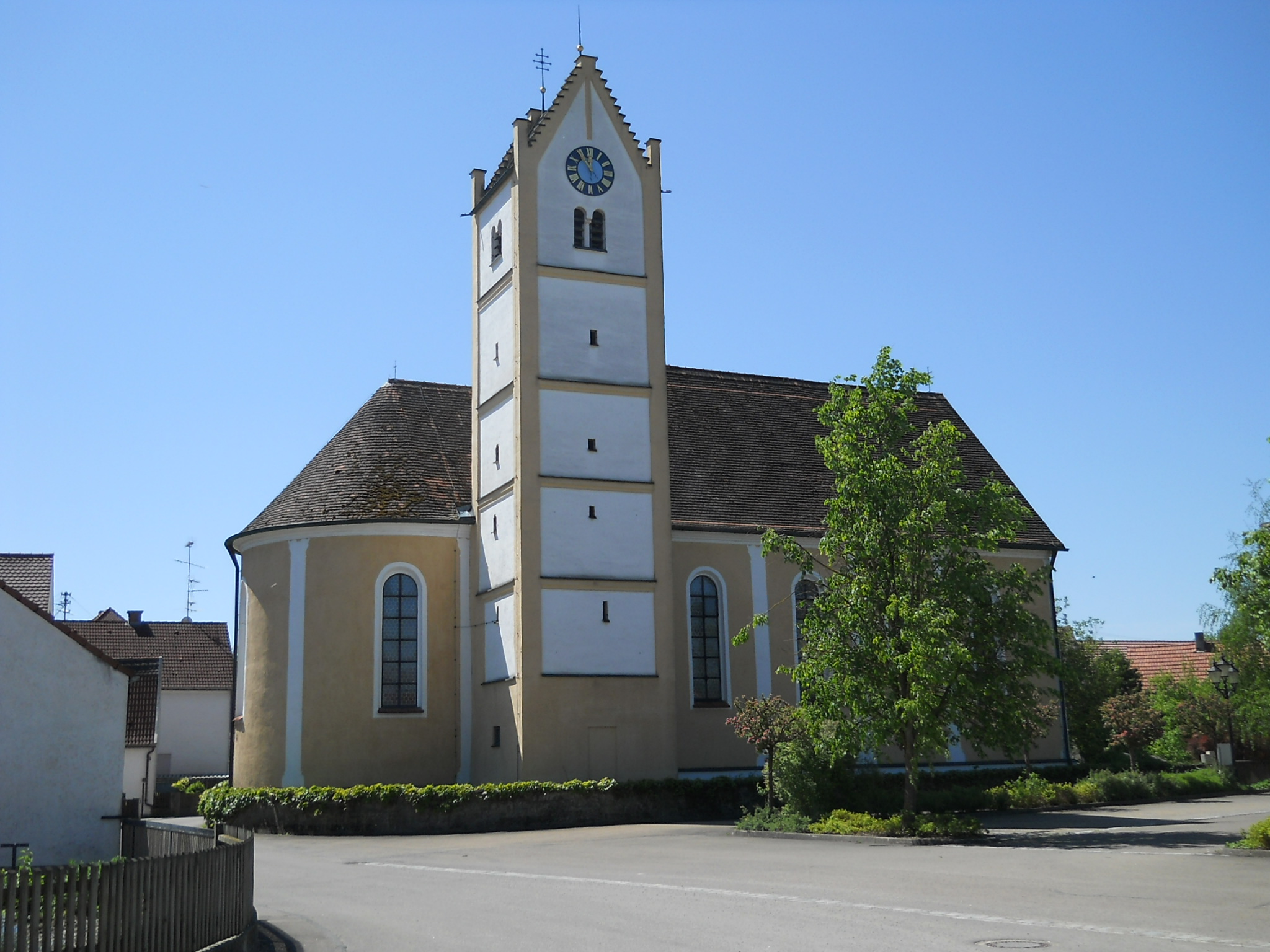
Pfarrkirche St. Peter und Paul in Genderkingen

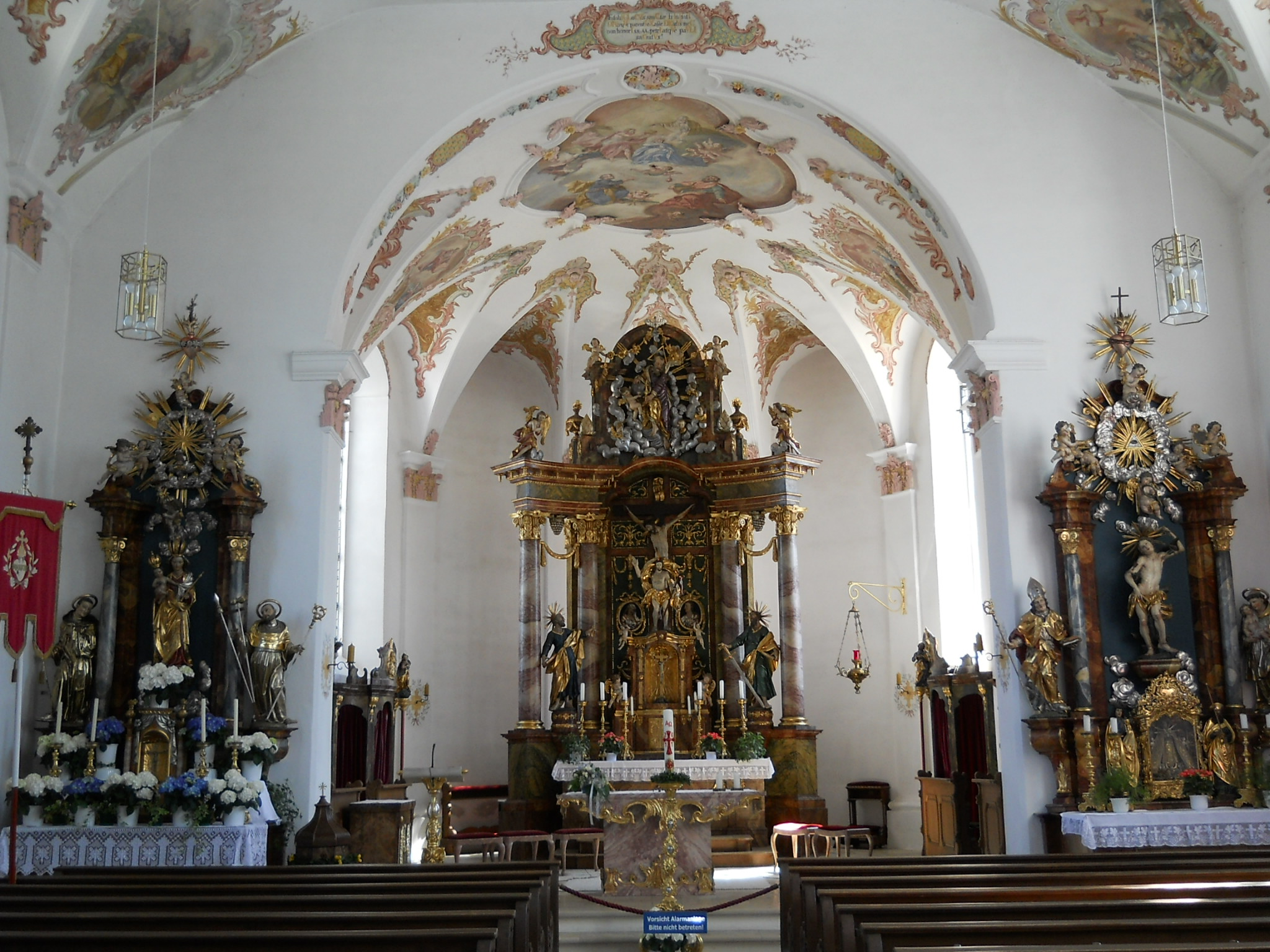
Blick zum Chor und zu den Altären

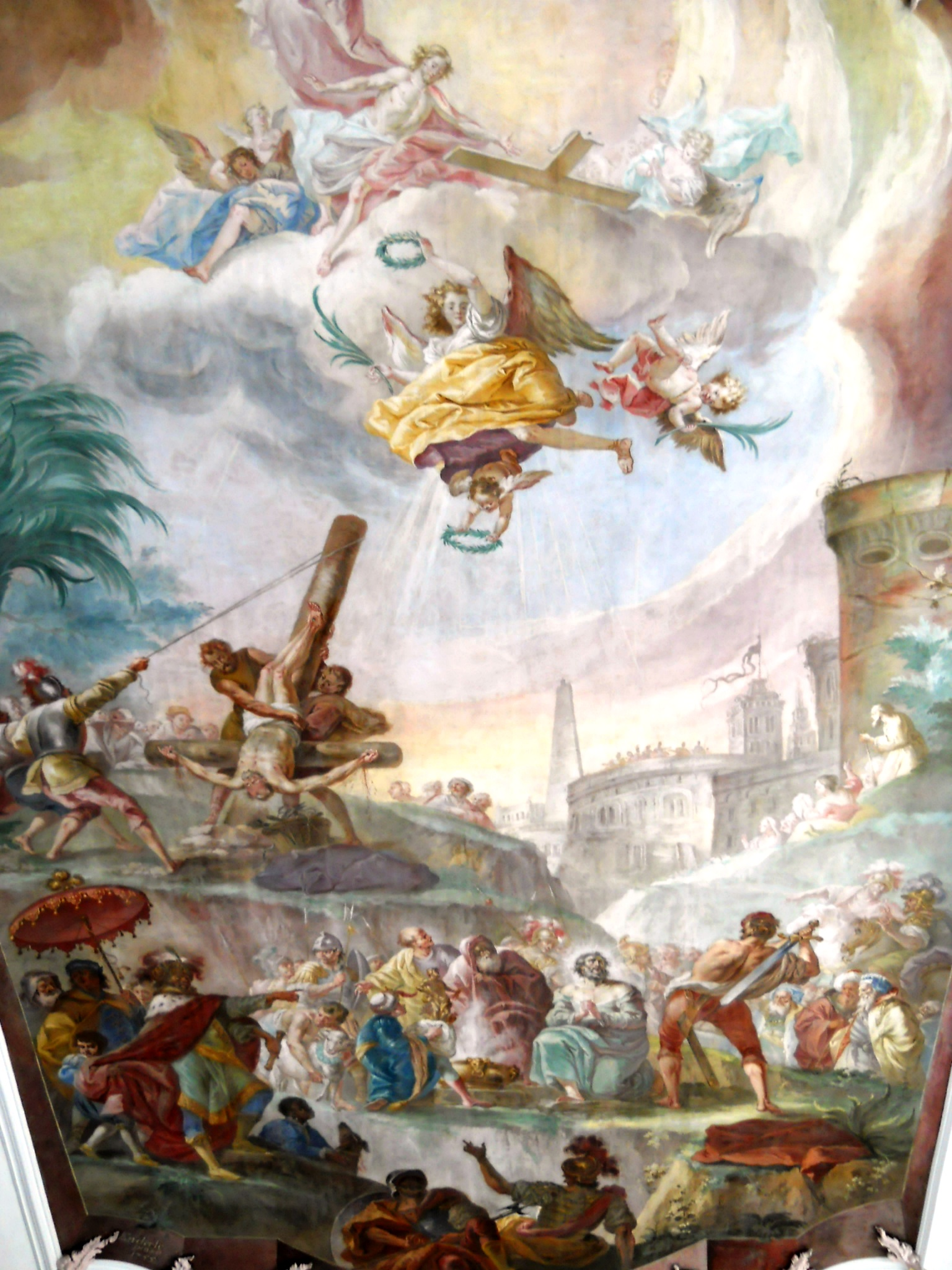
Hauptfresko mit dem Martyrium der Kirchenpatrone

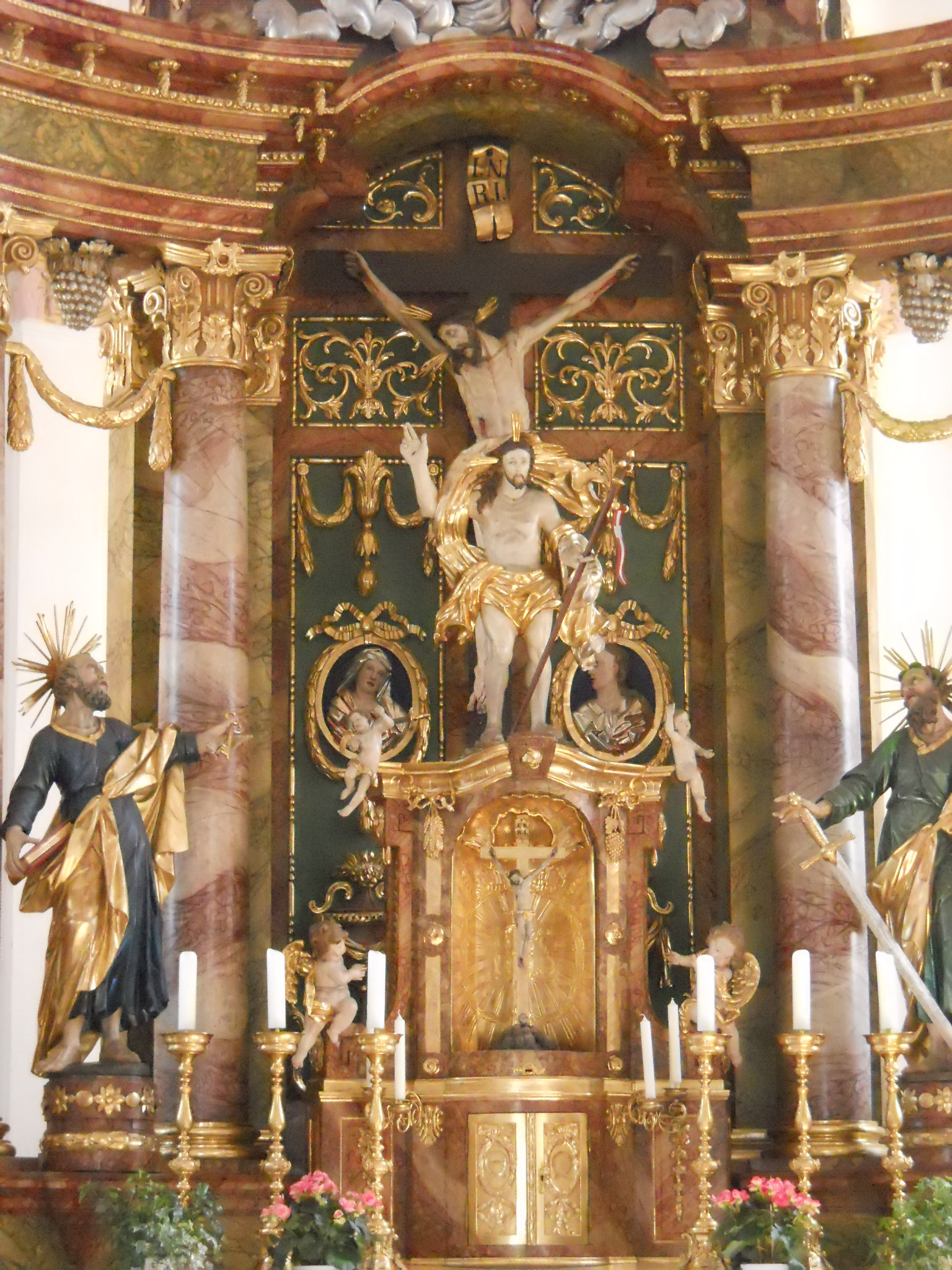
Hauptaltar

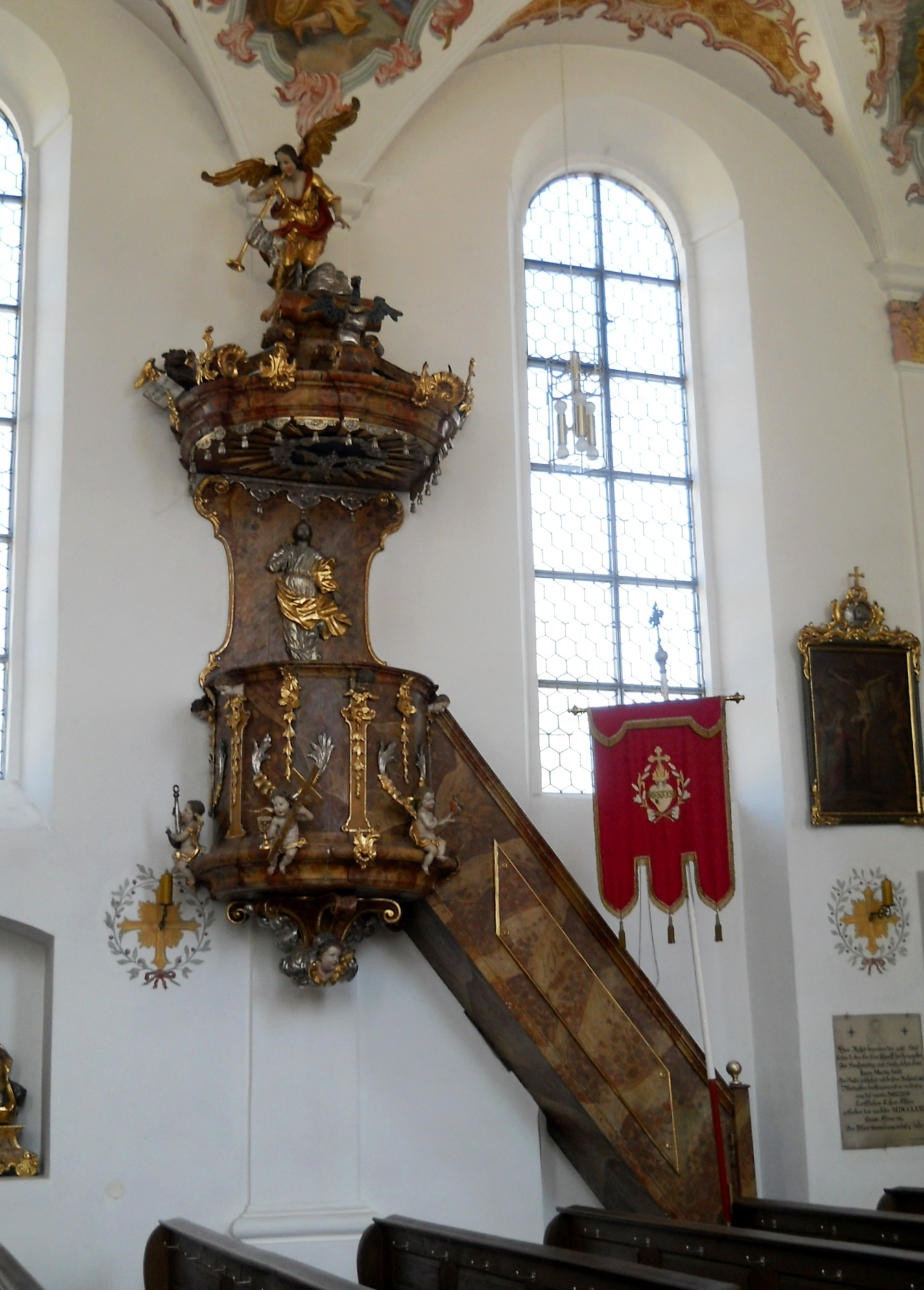
Kanzel

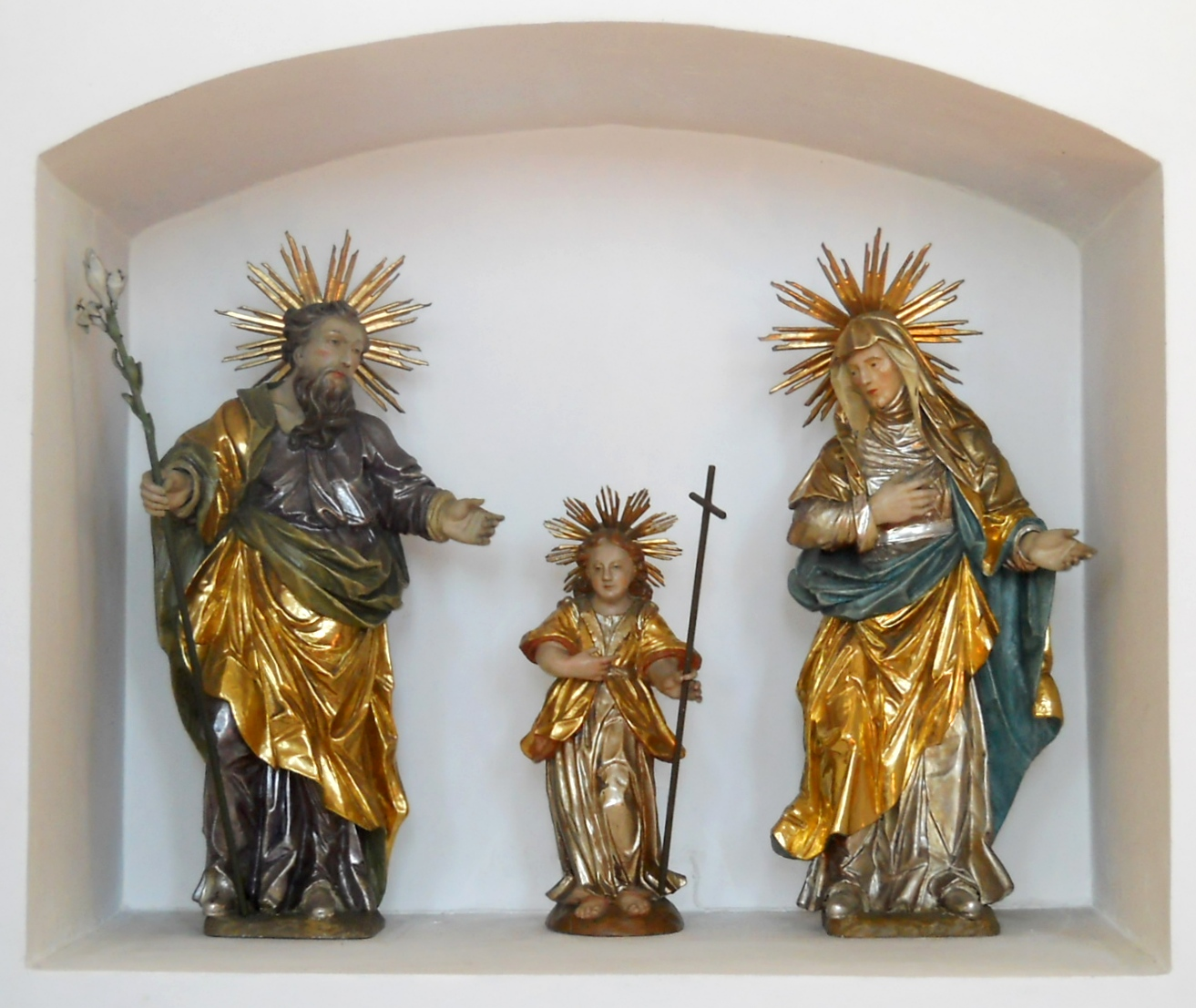
Rokokofiguren der Hl. Familie

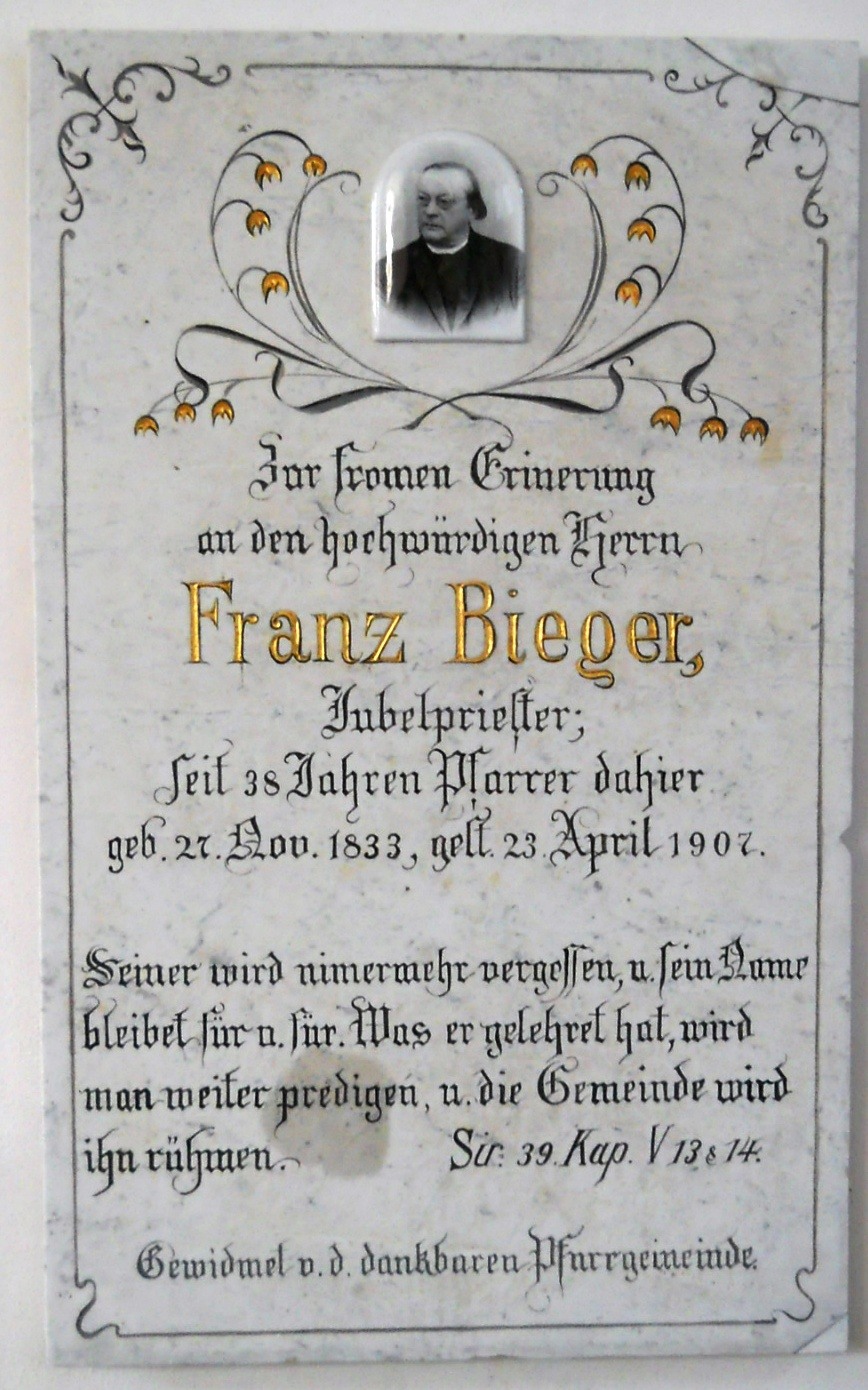
Gedenktafel für den Komponisten und Pfarrer Franz Anton Bieger

## Lage
Die Pfarrkirche liegt in Ost-West-Richtung im nördlichen Bereich des Ortes am Kirchplatz 1 in einem ummauerten ehemaligen Friedhof.

## Geschichte
Peterskirchen in Orten, die auf „-ingen“ enden, weisen in der Regel ein hohes Alter auf. Demnach könnte in Genderkingen um 600 n. Chr. eine erste kleine Kirche erbaut worden sein. Im 14. Jahrhundert herrschten die Marschälle von Oberndorf über Genderkingen; der gotische Turm der heutigen Kirche stammt von circa 1350. Im 15. Jahrhundert, 1478, ging der Ort mit der Kirche in den Besitz des Zisterzienserklosters Kaisheim über. Dies änderte sich erst mit der Säkularisation des Klosters 1803.

## Baugeschichte
Unter teilweiser Verwendung der Mauern des Vorgängerbaus, einer frühgotischen Chorturmkirche, wurde die heutige Kirche von Pfarrer Maximilian Hegenauer „mit eigenen Mitteln“ – so eine lateinische Inschrift an der Kirche – und mit Unterstützung der Dorfbewohner 1750 bis 1755 neu errichtet. Eine eventuelle Beteiligung des Klosters Kaisheim ist aufgrund fehlender Quellen nicht eruierbar. Nach einer mehrjährigen Phase der Ausstattung erfolgte am 30. August 1781 die Einweihung. Das 19. Jahrhundert veränderte vor allem das Aussehen Kirchturmdaches. Das 20. Jahrhundert brachte mehrere Außen- und Innenrestaurierungen. Die Glocken wurden im Laufe der Zeit mehrmals durch neue ersetzt; die heutigen stammen von 1950. Die jüngste Außenrenovierung einschließlich des Turms erfolgte 2016.

## Baubeschreibung
Die einschiffige, aus Ziegelsteinen errichtete Kirche hat ein 10,5 m breites und 16,8 m langes, vierjochiges Langhaus mit flacher Stichkappentonne. Im Westen weist die Kirche eine Doppelempore auf. Der eingezogene querrechteckige Chor hat eine Tonne mit fünf Stichkappen und ist mit einem Halbrund geschlossen. Die Langhauswände sind durch je vier hohe rundbogige Fenster und außen durch gemalte Pilaster gegliedert. Im südlichen Chorwinkel wurde die Sakristei erbaut. Das Westportal, eine geschnitzte Holztür von 1740, befindet sich im Vorzeichen.
Der niedrig wirkende, quadratische Turm aus der Zeit der Gotik steht im nördlichen Chorwinkel. Er wird mit einem Satteldach zwischen Treppengiebeln abgeschlossen; die Schallöffnungen darunter sind gekuppelt rundbogig ausgeführt.

## Ausstattung
- Den viersäuligen Rokoko-Hochaltar schuf 1790 der Bildhauer Thaddäus Kronenbitter aus Neuburg an der Donau;[6] die jetzige Fassung stammt von 1829 von Josef Kopf.[7] Im Schrein befindet sich ein Kruzifix mit zwei begleitenden Reliefmedaillons, die in Brustbildern Maria und den Lieblingsjünger Johannes zeigen. Die Assistenzfiguren sind die Kirchenpatrone. Auf dem klassizistischen, 1913 umgebauten Tabernakel sind eine Pelikanfigur als Symbol für Jesus Christus und eine Salvatorstatue (vor 1790) zu finden.
- Der nördliche (linke) Seitenaltar ist zweisäulig aufgeführt (um 1760). Er zeigt eine Marienstatue mit Kind (um 1450/60). Die Assistenzfiguren stellen den hl. Leonhard und den Zisterzienserheiligen Bernhard von Clairvaux dar. Im Antependium ist der Sturz des hl. Johannes Nepomuk in die Moldau als silbergefasstes Holzrelief dargestellt. Auf dem kleinen Tabernakel befindet sich eine hl. Anna selbdritt (um 1500), die 1931 in die Kirche kam.[8]
- Der südliche (rechte) Seitenaltar (um 1760) ist ebenfalls zweisäulig. Die Hauptfigur ist hier der hl. Sebastian, die Assistenzfiguren sind der hl. Ulrich als Diözesanpatron und der hl. Antonius von Padua. Hier zeigt das Antependium-Relief die Geißelung Christi. Auf dem Altar steht ein reich geschnitzter Rokokoschrein mit der schmerzensreichen Mutter und Assistenzfiguren, eine Kaisheimer Arbeit (um 1750/60).[6]
- Die Kanzel (um 1790) ist ockerrot marmoriert und silber-gold-dekoriert. Am unteren Rand des polygonen Korpus sitzen Putten mit Symbolen der christlichen Tugenden, an der Rückwand befindet sich eine Christusfigur. Am Schalldeckel zeigen sich die Symbole der vier Evangelisten, den Abschluss bildet ein posaunender Engel.[9]
- Der Figurenschmuck zeigt u. a. eine „gute“[9] Madonna (um 1480; spätere Neufassung), Büsten des hl. Joachim und der hl. Anna (um 1730) und eine spätbarocke Kreuzigungsgruppe.
- Die 15 Kreuzwegstationen, Öl auf Leinwand in geschnitzten Muschelwerkrahmen, werden Johann Baptist Enderle zugeschrieben (um 1750–60).[10]
- Die beiden Beichtstühle und die Stuhlwangen sind Rokokoarbeiten (um 1750).
- Die Orgel, die 1869 unter dem als Komponisten geistlicher Werke weit über Genderkingen hinaus wirkenden Pfarrer Franz Anton Bieger in die Kirche kam, ist ein Werk des Orgelbauers Steinmeyer in Oettingen. An Pfarrer Bieger erinnert in der Kirche eine Gedenktafel.

## Stuck die Malereien
Der leichte Rocaillestuck entstand um 1755 und wurde um 1790 überarbeitet.
Über dem Chorbogen findet sich eine Inschrift mit einem Chronostichon auf das Jahr 1755.
Die Malereien in der Kirche werden dem Rokokokünstler Johann Baptist Enderle zugeschrieben; zwei Signaturen von ihm sind vorhanden und mit 1755 datiert. Eventuell hat auch sein Onkel Anton Enderle aus Günzburg mitgewirkt. Das Hauptfresko des Kirchenschiffs zeigt in einem einfachen Stuckrahmen das Martyrium der Kirchenpatrone, die umgebenden Kartuschen bringen in gemalten Stuckrahmen Szenen aus deren Leben. Das Chorfresko stellt wiederum die Kirchenpatrone dar, mit einer Marienkrönung darüber; den vier weiteren Geheimnissen des Glorreichen Rosenkranzes sind die Kartuschenbilder gewidmet. An der oberen Empore zeigen die Fresken die hll. Aloysius und Johannes von Nepomuk, an der unteren die hll. Josef, Franz Xaver und die Marter des sogenannten Kinderheiligen Anderl von Rinn, eine Ritualmordlegende.

## Sonstiges
- Die Pfarrkirche besitzt eine von dem akademischen Bildhauer Sebastian Osterrieder kurz vor dem Ersten Weltkrieg geschaffenen Krippe.[12]

- Der Kirchenchor von St. Peter und Paul kann seine Tradition auf 1824 zurückführen.[13]
- Das Schlüsselpaar, Attribut des Kirchenpatrons Petrus, findet man im Gemeindewappen wieder.[14]

## Würdigung
Vor allem in den Fresken und im Figurenschmuck der Altäre zeigt sich Rokokokunst hohen Niveaus. „Die Kirche St. Peter und Paul steht als Zeuge dafür, daß künstlerische Fertigkeiten aus der Epoche des Rokoko nicht nur den Kunstzentren der Städte und Klöster vorbehalten waren.“ (Gabriele Schwab)